# Bummi
Bummi er et tysk tidsskrift, der udgives for børn i børnehavealderen.
Bummi er også bladets titelfigur, en gul bamse, der går på to ben, og tegnedes af Ingeborg Meyer-Rey.

Det første nummer af Bummi udkom den 15. februar 1957 i DDR, og bladet udkom så en gang om måneden.
Fra 1965 udkom bladet hver fjortende dag og kostede 0,25 mark.
Magasinet blev officielt udgivet og støttet af den centrale organisation af Freie Deutsche Jugend, og målgruppen var børn i alderen 3 til 6 år.

## Om karakteren "Bummi"
Bummi bor sammen med sine venner i den imaginære by Huxlipux. Hans venner omfatter løven Eddie, bamsen Binchen, aben Yam Yam, giraffen Malia, elefanten Tutu og Osterhasenoma.
I slutningen af 2018 blev løven Eddie erstattet af katten Pepe.

## Tillægget «Mein klitzekleines Märchenbuch»
I flere årtier har bladet også udgivet tillægget "Mein klitzekleines Märchenbuch".
Vedhæftningen bestod af en side, der skulle klippes ud af magasinet, lægges i den rigtige rækkefølge og til sidst kobles til.
Disse værdibeviser er blevet eftertragtede som samlerobjekter.

## Sangen "Bummilied"
Bladets mangeårige chefredaktør Ursula Werner-Böhnke skrev teksten til sin egen sang med titlen "Bummilied",
hvortil Hans Naumilkat komponerede melodien. Sangen blev en kendt børnesang i DDR.